# 鹽醃

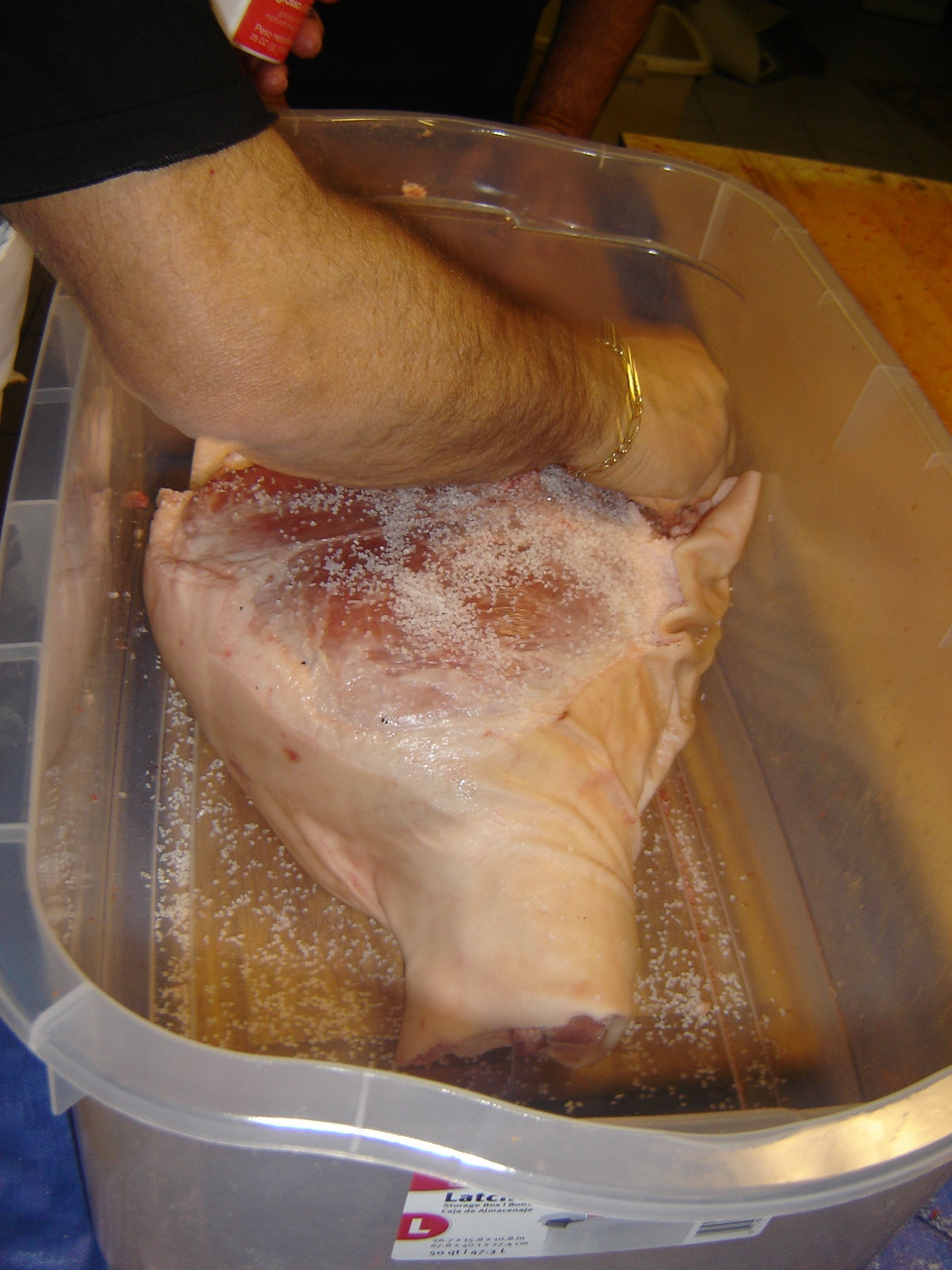
将海盐加到生火腿中制作帕尔玛火腿

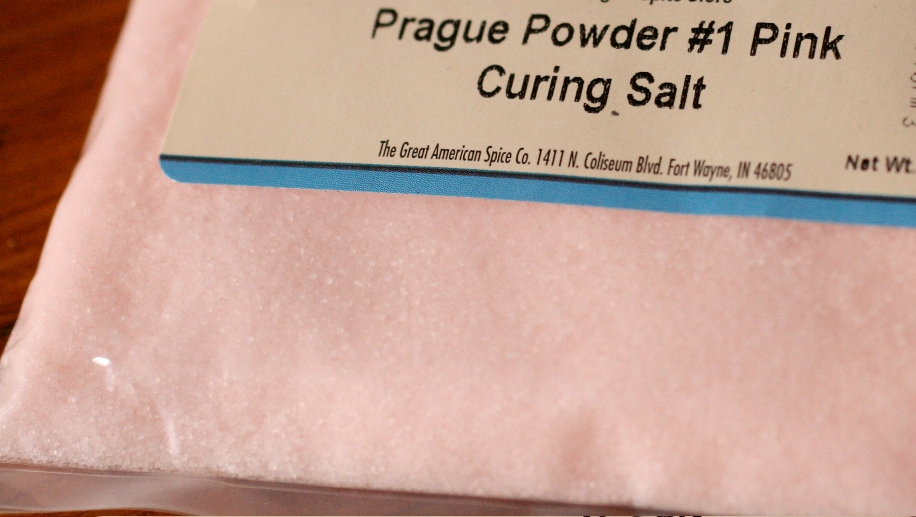
1号布拉格粉，也被称为“腌制盐”或“粉红盐”。它通常是盐和亚硝酸钠的混合物，添加粉红色素是为了区别于普通的盐。

鹽漬就是用可食用的盐保存食物。它是保存食物最古老的方法之一，两种具有历史意义的盐腌食品是咸鱼（通常是乾的腌鳕鱼或腌鲱鱼）和咸肉（如培根）。像菜豆和高麗菜这样的蔬菜也经常以这种方式保存。
使用盐的原因是，由于盐的高渗性，大多数细菌、真菌和其他潜在的病原微生物无法在高盐环境中生存。在这样的环境中，任何活细胞都会通过渗透脱水而死亡或暂时失活。细粒盐较粗粒盐贵，但也比粗粒盐吸水快。

## 历史

### 中世纪的英国
在农民家庭中，腌制和烟熏可以结合起来生产培根。在14世纪，保存刚宰杀的鹿肉的方法包括尽快用蕨菜覆盖鹿肉，然后把鹿肉运到屠宰的地方，用盐水煮熟，然后用盐腌乾，放在桶裡长期保存。

### 现代
人们在19世纪发现，盐和硝酸盐（如硝石）的混合会使肉变成红色，而不是灰色，当时的消费者强烈喜欢红色的肉。这样保存下来的食物可以在数天内保持健康和新鲜，避免细菌腐烂。

## 宗教习俗
犹太人和穆斯林的饮食法规定，新鲜屠宰的肉类必须去除血液。盐和盐水在这两种传统中都可以用来达成目的，但在犹太教饮食裡（几乎是必需的）使用盐比在伊斯兰教饮食里（在大多数情况下，单独排水就足够了）使用盐更常见。